# 저주받은 소녀
《저주받은 소녀》(영어: Cursed)는 2020년 7월 넷플릭스에서 공개된 드라마이다. 프랭크 밀러가 쓰고 톰 휠러가 그린 동명의 만화가 원작으로 아서왕 전설의 등장인물 니무에를 주인공으로 한다. 캐서린 랭퍼드, 데번 터렐, 구스타프 스카르스고르드가 출연한다.

## 출연진

### 주연
- 캐서린 랭퍼드 - 니뮤에
- 데번 터렐 - 아서
- 구스타프 스카르스고르드 - 멀린
- 대니얼 샤먼 - 랜슬롯(위핑 멍크)
- 서배스천 아메스토 - 유서 펜드래건
- 릴리 뉴마크 - 핌
- 피터 멀런 - 카든 신부
- 샬롬 브룬프랭클린 - 모르가나
- 벨라 데인 - 귀니비어
- 맷 스토코 - 거웨인

### 조연
- 에밀리 코츠 - 아이리스 수녀
- 폴리 워커 - 리젠트 여왕
- 빌리 젱킨스 - 퍼시벌(스퀴럴)
- 아다쿠 오노노그보 - 케이즈
- 캐서린 워커 - 리노어
- 요한네스 하우퀴르 요한네손 - 컴버
- 소피아 옥스넘 - 아이디스
- 클라이브 러셀 - 로스
- 소피 하크니스 - 셀리아 수녀
- 에이든 나이트 - 컵스
- 앤드루 휩 - 조나
- 니콜라이 뎅케르 슈미트 - 도프
- 피터 기네스 - 엑터 경

## 에피소드
모든 에피소드는 2020년 7월 17일 공개되었다.
| 회차 | 제목                                     | 감독            | 각본          | 분량 |
| ---- | ---------------------------------------- | --------------- | ------------- | ---- |
| 1    | "니무에" "Nimue"                         | 제트나 푸엔테스 | 톰 휠러       | 53분 |
| 2    | "저주" "Cursed"                          | 제트나 푸엔테스 | 톰 휠러       | 48분 |
| 3    | "홀로 남겨져" "Alone"                    | 대니얼 넷하임   | 재닛 린       | 51분 |
| 4    | "붉은 호수" "The Red Lake"               | 대니얼 넷하임   | 레이철 슈커트 | 59분 |
| 5    | "늑대 피의 마녀" "The Joining"           | 대니얼 넷하임   | 릴라 거스틴   | 58분 |
| 6    | "연인들" "Festa and Moreli"              | 존 이스트       | 윌리엄 휠러   | 55분 |
| 7    | "고기잡이의 노래" "Bring Us In Good Ale" | 존 이스트       | 톰 휠러       | 55분 |
| 8    | "페이 여왕" "The Fey Queen"              | 존 이스트       | 로비 톰슨     | 53분 |
| 9    | "선택" "Poisons"                         | 세라 오고먼     | 톰 휠러       | 55분 |
| 10   | "희생" "The Sacrifice"                   | 세라 오고먼     | 톰 휠러       | 59분 |